# Grabie Polskie
Grabie Polskie – wieś sołecka w Polsce położona w województwie mazowieckim, w powiecie płockim, w gminie Gąbin.
W latach 1954–1958 wieś należała i była siedzibą władz gromady Grabie Polskie, po jej zniesieniu w gromadzie Dobrzyków. W latach 1975–1998 miejscowość administracyjnie należała do województwa płockiego.